# Balzers
Balzers – gmina (Politische Gemeinde) w Liechtensteinie, w regionie Oberland. Powierzchnia Balzers wynosi 19,73 km² i zamieszkuje je 4688 mieszkańców (30 czerwiec 2022). Do gminy należą dwie eksklawy.

## Geografia
Balzers składa się z głównej części położonej w południowo-zachodnim Liechtensteinie, wzdłuż Renu; a także z dwóch eksklaw. W skład gminy wchodzą jej siedziba Balzers, oraz wsie Gapfahl, Guschgfiel, Güschgle, Mäls, Matta oraz Zigerberg.

## Historia
Historycznie Balzers dzieliło się na dwie odrębne od siebie części: na zachodzie – Balzers i na wschodzie – Mäls. Pierwsze wzmianki na temat tych dwóch miejscowości pochodzą z 842.

## Zabytki

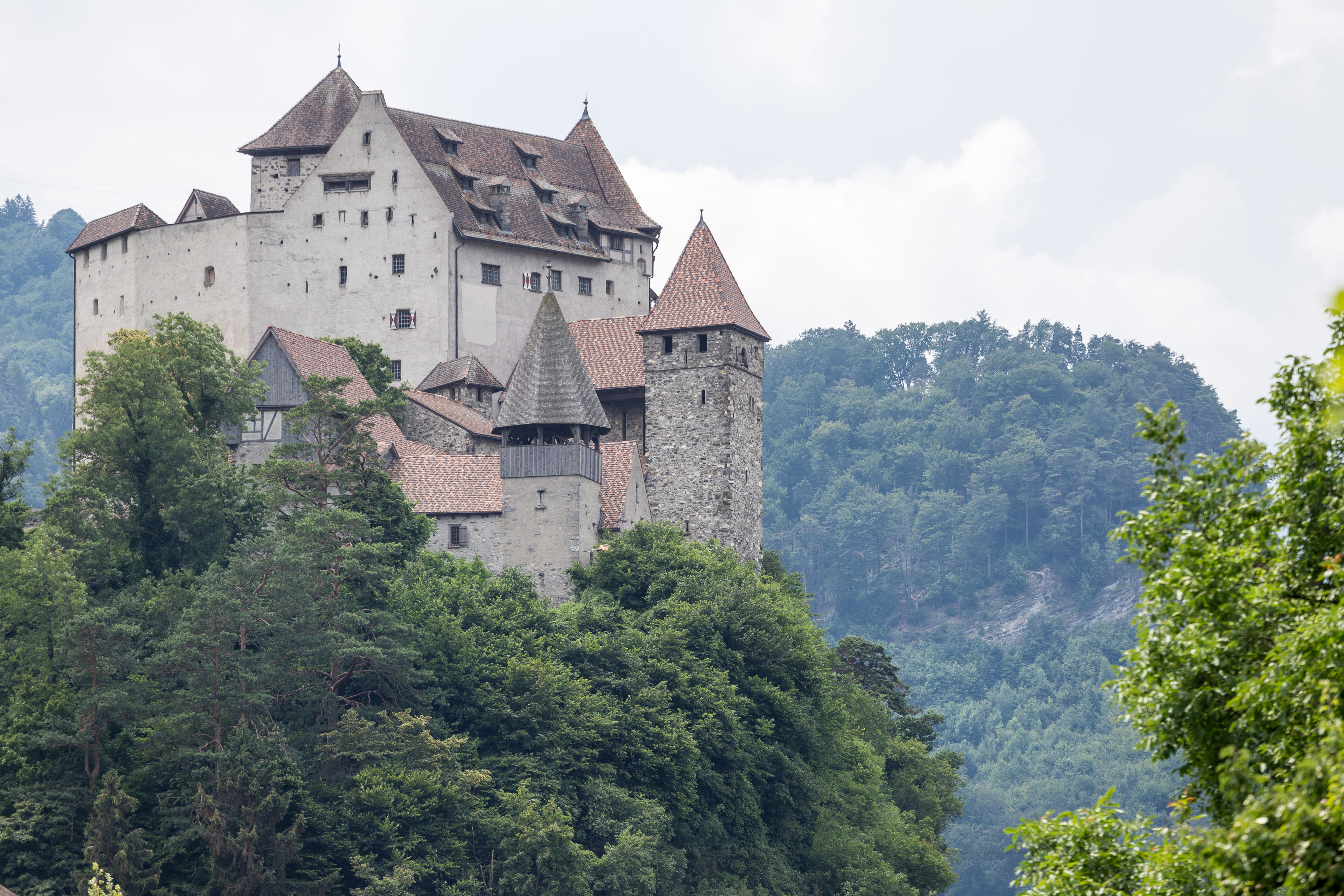
Zamek Gutenberg
Przed powstaniem zamku na wzgórzu istniał kościół i cmentarz. W XII wieku cmentarz został zlikwidowany, natomiast fortyfikacje kościelne rozbudowano i powstała okrągła twierdza. W tym czasie powstała również wieża, która później wyposażona została w merlony. Do początku XIII wieku zamek był własnością szwajcarskiego rodu Frauenberg z Gryzonii. Po śmierci hrabiego Heinricha von Frauenberga w 1314 roku, zamek przejęli Habsburgowie i był używany do ochrony pogranicza między terytoriami Habsburgów, a niezależnymi kantonami szwajcarskim.
Na początku XVI stulecia, z inicjatywy cesarza rzymskiego Maksymiliana I został wyremontowany w celu naprawienia zniszczeń po oblężeniu w 1499. W XVII i XVIII wieku zamek stracił większość swoich celów wojskowych i został uszkodzony przez kilka pożarów. Nadal był jednak używany jako rezydencja do 1750. Po pożarze w 1795, który poważnie uszkodził Balzers, ruiny zamku posłużyły jako źródło materiałów budowlanych do odbudowy miasta.
W 1824 gmina odkupiła zamek i odnowiła, aby w 1854 sprzedać go księżniczce Franciszce von Liechtenstein. Zamek został gruntownie odrestaurowany w latach 1905–1912 pod nadzorem urodzonego w Vaduz architekta Egona Rheinbergera, który był jego nowym właścicielem. Po śmierci Rheinbergera w 1936 zamek został wynajęty przez gminę, aż do momentu wystawienia go na sprzedaż w 1951. W 1979 zamek został zakupiony przez księstwo Liechtensteinu na cele państwowe i muzealne. Jednakże ostatni potomek prywatnych właścicieli posiadał odziedziczone prawa do zamieszkiwania w zamku, aż do jego śmierci w 2001.
Zamek jest jednym z pięciu znajdujących się w Liechtensteinie, jednak jest on zachowany w bardzo dobrym stanie, nie jest prywatną rezydencją i jest udostępniony odwiedzającym.

## Transport
W gminie znajduje się heliport Balzers z czarterami (kod ICAO: LSXB).
| Statek powietrzny | Pochodzenie       | Rok wprowadzenia  | Typ  | W służbie | Rola                                               |
| ----------------- | ----------------- | ----------------- | ---- | --------- | -------------------------------------------------- |
| Ecureuil AS 350   | Francja           | 2005, 2008 i 2012 | B3   | 3         | transport osobowy                                  |
| Guimbal Cabri G2  | Francja           | 2011              |      | 1         | do nowego programu szkoleniowego, od kwietnia 2011 |
| Kaman K-Max       | Stany Zjednoczone | 2006              | 1200 | 1         | transport towarowy                                 |